# Ferdinand Reiter (Politiker)
Ferdinand Reiter (* 6. Februar 1926 in Ritzing; † 7. Oktober 2013) war ein österreichischer Politiker (ÖVP) und Lehrer. Reiter war von 1963 bis 1988 Abgeordneter zum Landtag von Niederösterreich sowie Landtagspräsident.
Reiter besuchte das Gymnasium und die Lehrerbildungsanstalt in Wien. Zwischen 1943 und 1946 tat er Dienst im Reichsarbeitsdienst, wurde zum Militärdienst eingezogen und war in Kriegsgefangenschaft. Nach dem Zweiten Weltkrieg trat er in Zistersdorf in den Schuldienst ein und war ab 1955 Gemeinderat in Zistersdorf. In der Folge war er von 1960 bis 1985 Bürgermeister und fungierte zudem zwischen 1967 und 1971 als Vizepräsident sowie zwischen 1971 und 1987 als Präsident des Österreichischen Gemeindebundes. Zudem wirkte er zwischen 1969 und 1971 als Vizepräsident des Niederösterreichischen Roten Kreuzes, war von 1973 bis 1986 Obmann des ÖVP-Gemeindevertreterverbandes Niederösterreich und hatte zudem weitere Parteifunktionen inne. Reiter vertrat die ÖVP zwischen dem 25. April 1963 und dem 25. Februar 1988 im Landtag und war ab dem 19. November 1964 3. Landtagspräsident. Am 9. April 1981 stieg er zum 1. Landtagspräsidenten auf, wobei er sein Amt bis zu seinem Ausscheiden aus dem Landtag ausübte. 1986 erhielt er die hohe und seltene Auszeichnung Ehrenring des Landes Niederösterreich. Er wurde am Wiener Zentralfriedhof bestattet.
Er war Träger des:
- Großes Silbernes Ehrenzeichen am Bande für Verdienste um die Republik Österreich.
- Träger des Großen Goldenen Ehrenzeichens für Verdienste um die Republik Österreich.
- Träger des Goldenen und Silbernen Komturkreuzes des Ehrenzeichens mit Stern für Verdienste um das Bundesland Niederösterreich.
- Ehrenpräsident und Ehrenringträger des Österreichischen Gemeindebundes.
- Ehrenbürger, Ehrenringträger und Bürgermeister a. D. der Stadtgemeinde Zistersdorf.
- Ehrenobmann und Ehrenringträger des NÖ Gemeindevertreterverbandes der (ÖVP).